# Hrabovske, Krasnopillea
Hrabovske (în ucraineană Грабовське) este localitatea de reședință a comunei Hrabovske din raionul Krasnopillea, regiunea Sumî, Ucraina.

## Demografie
Componența lingvistică a localității Hrabovske
     Ucraineană (92,68%)
     Rusă (6,91%)
     Alte limbi (0,14%)
Conform recensământului din 2001, majoritatea populației localității Hrabovske era vorbitoare de ucraineană (92,68%), existând în minoritate și vorbitori de rusă (6,91%).